# Лацци
Лацци (итал. lazzi, — шутки, буффонады) — термин комедии дель арте, вставные буффонные трюки комических персонажей, не играющие принципиальной роли в развитии сюжета, но дополнительно характеризующие персонажей и вызывающие смех у публики.
Изначально, лацци — небольшие импровизированные сценки, вставляемые в сценарий, основанные на кривлянии, гримасах или сложных акробатических трюках; лацци могут быть мимическими или основанными на тексте (на игре слов, на политических или сексуальных аллюзиях).
Во французском театре XVII века (у Мариво и Мольера), а также в итальянском театре XVIII века (у Гольдони) лацци включаются в текст и сочетают в себе диалог, жест и пластику.
С появлением кинематографа лацци стали обязательным атрибутом немых фильмов-комедий (Ч.Чаплин, Б.Китон, Г.Ллойд, Братья Маркс и др.)

## Источник
- Патрис Пави. Словарь театра = Dictionnaire du théâtre. — М.: Прогресс, 1991. — С. 168. — 504 с. — ISBN 5010021064.